# ROCK IT DOWN
「ROCK IT DOWN」（ロックイットダウン）は、moveの1枚目のシングル。

## 概要
- オリコンウィークリー初登場36位と、デビューシングルとしては好調な売り上げだった。
- yuriのパートが少なく、motsuのパートが多めという構成になっている。
- PVはヴェルファーレにて撮影された。
- 当初、デビューシングルは1枚目のアルバム『electrock』に収録されている「take me higher」の予定だったが、こちらに入れ替わる格好となった。

## 収録曲
| 全作詞: motsu、全作曲・編曲: t-kimura。 |                                                |       |            |      |
| #                                       | タイトル                                       | 作詞  | 作曲・編曲 | 時間 |
| 1.                                      | 「ROCK IT DOWN」                               | motsu | t-kimura   | 4:10 |
| 2.                                      | 「ROCK IT DOWN (FAVORITE BLUE DIGI-ROCK mix)」 | motsu | t-kimura   | 6:03 |
| 3.                                      | 「ROCK IT DOWN (English ver.)」                | motsu | t-kimura   | 6:03 |
| 4.                                      | 「ROCK IT DOWN (tv mix)」                      | motsu | t-kimura   | 4:06 |
| 合計時間:                               | 合計時間:                                      | 20:22 |            |      |

## タイアップ
- テレビ東京系「ASAYAN」オープニングテーマ（ROCK IT DOWN）